# Бошњане (Рача)
Бошњане је насеље у Србији у општини Рача у Шумадијском округу. Према попису из 2022. има 433 становника (према попису из 2011. било је 498 становника).
Назив овог насеља изговара се и у облику Бошњани, који је заступљен у делу литературе, а повремено се јавља и у средствима јавног информисања.

## Демографија
У насељу Бошњане живи 457 пунолетних становника, а просечна старост становништва износи 45,2 година (43,6 код мушкараца и 46,9 код жена). У насељу има 176 домаћинстава, а просечан број чланова по домаћинству је 3,18.
Ово насеље је великим делом насељено Србима (према попису из 2002. године), а у последња три пописа, примећен је пад у броју становника.
|             | \| Демографија[3] \| Демографија[3] \| Демографија[3] \| \| Година \| Становника \| Становника \| \| -------------- \| -------------- \| -------------- \| \| 1948. \| 1.067 \| \| \| 1953. \| 1.061 \| \| \| 1961. \| 975 \| \| \| 1971. \| 865 \| \| \| 1981. \| 783 \| \| \| 1991. \| 702 \| 639 \| \| 2002. \| 559 \| 595 \| \| 2011. \| 498 \| \| \| 2022. \| 433 \| \| |            |
| Демографија | |            |
| Година      | Становника | Становника |
| 1948.       | 1.067 |            |
| 1953.       | 1.061 |            |
| 1961.       | 975 |            |
| 1971.       | 865 |            |
| 1981.       | 783 |            |
| 1991.       | 702 | 639        |
| 2002.       | 559 | 595        |
| 2011.       | 498 |            |
| 2022.       | 433 |            |

| Етнички састав према попису из 2002.‍ | Етнички састав према попису из 2002.‍ | Етнички састав према попису из 2002.‍ | Етнички састав према попису из 2002.‍ | Етнички састав према попису из 2002.‍ |
| ------------------------------------ | ------------------------------------ | ------------------------------------ | ------------------------------------ | ------------------------------------ |
|                                      |                                      |                                      |                                      |                                      |
| Срби                                 | Срби                                 |                                      | 556                                  | 99,46%                               |
| Немци                                | Немци                                |                                      | 1                                    | 0,17%                                |
| Југословени                          | Југословени                          |                                      | 1                                    | 0,17%                                |
| непознато                            | непознато                            |                                      | 0                                    | 0,0%                                 |

| Година пописа     | 1948. | 1953. | 1961. | 1971. | 1981. | 1991. | 2002. |
| ----------------- | ----- | ----- | ----- | ----- | ----- | ----- | ----- |
| Број домаћинстава | 229   | 239   | 230   | 218   | 212   | 206   | 176   |

| Број чланова      | 1  | 2  | 3  | 4  | 5  | 6  | 7 | 8 | 9 | 10 и више | Просек |
| ----------------- | -- | -- | -- | -- | -- | -- | - | - | - | --------- | ------ |
| Број домаћинстава | 38 | 43 | 28 | 26 | 16 | 16 | 5 | 2 | 0 | 2         | 3,18   |

| Пол    | Укупно | Неожењен/Неудата | Ожењен/Удата | Удовац/Удовица | Разведен/Разведена | Непознато |
| ------ | ------ | ---------------- | ------------ | -------------- | ------------------ | --------- |
| Мушки  | 240    | 54               | 158          | 20             | 6                  | 2         |
| Женски | 233    | 22               | 160          | 48             | 3                  | 0         |
| УКУПНО | 473    | 76               | 318          | 68             | 9                  | 2         |

| Пол    | Укупно                    | Пољопривреда, лов и шумарство | Рибарство                            | Вађење руде и камена | Прерађивачка индустрија       |
| ------ | ------------------------- | ----------------------------- | ------------------------------------ | -------------------- | ----------------------------- |
| Мушки  | 129                       | 64                            | 0                                    | 0                    | 22                            |
| Женски | 77                        | 39                            | 0                                    | 0                    | 11                            |
| УКУПНО | 206                       | 103                           | 0                                    | 0                    | 33                            |
| Пол    | Производња и снабдевање   | Грађевинарство                | Трговина                             | Хотели и ресторани   | Саобраћај, складиштење и везе |
| Мушки  | 2                         | 7                             | 12                                   | 0                    | 4                             |
| Женски | 0                         | 1                             | 8                                    | 1                    | 0                             |
| УКУПНО | 2                         | 8                             | 20                                   | 1                    | 4                             |
| Пол    | Финансијско посредовање   | Некретнине                    | Државна управа и одбрана             | Образовање           | Здравствени и социјални рад   |
| Мушки  | 0                         | 1                             | 4                                    | 3                    | 1                             |
| Женски | 0                         | 0                             | 3                                    | 3                    | 4                             |
| УКУПНО | 0                         | 1                             | 7                                    | 6                    | 5                             |
| Пол    | Остале услужне активности | Приватна домаћинства          | Екстериторијалне организације и тела | Непознато            | Непознато                     |
| Мушки  | 1                         | 0                             | 0                                    | 8                    | 8                             |
| Женски | 1                         | 0                             | 0                                    | 6                    | 6                             |
| УКУПНО | 2                         | 0                             | 0                                    | 14                   | 14                            |